# Urocissa
Urocissa (kraska) je rod ptáků z čeledi krkavcovití (Corvidae).

## Systém
Seznam dosud žijících druhů:
- Kraska bělokřídlá – Urocissa whiteheadi
- Kraska červenozobá – Urocissa erythrorhyncha
- Kraska himálajská – Urocissa flavirostris
- Kraska srílanská – Urocissa ornata
- Kraska tchajwanská – Urocissa caerulea